# Coupe de Tunisie de football 1969-1970
Navigation
Coupe de Tunisie 1968-1969 Coupe de Tunisie 1970-1971
La Coupe de Tunisie de football 1969-1970 est la 15e édition de la coupe de Tunisie depuis 1956, et la 40e au total. Elle est organisée par la Fédération tunisienne de football (FTF).
Elle est marquée par le cinquième sacre (dont quatre consécutifs) pour le Club africain et cinq de ses joueurs : Sadok Sassi (Attouga), Ahmed Bouajila, Taoufik Klibi, Tahar Chaïbi et Abderrahmane Rahmouni. Il faut également noter l'indigence offensive des deux finalistes qui n'ont pas marqué de buts en deux matchs, ce qui a nécessité le recours au nombre de corners obtenus pour les départager, ce qui a favorisé le Club africain.

## Résultats

### Troisième tour
17 matchs sont joués le 7 décembre 1969 :
- Chihab sportif de Ouerdanine - Olympique du Kef : 0 - 5
- Stade nabeulien bat Enfida Sports
- Avenir populaire de Soliman bat Association sportive de Djerba
- Olympique de Béja bat Sporting Club de Ben Arous
- Jendouba Sports - Radès Transport Club : 2 - 0 (a. p.)
- Étoile sportive de Métlaoui - Association sportive Ittihad : 1 - 0
- STIR sportive de Bizerte bat Étoile sportive khmirienne (Aïn Draham)
- Stade sportif sfaxien - Widad Montfleury Diffusion : 2 - 0
- Espoir sportif de Hammam Sousse bat Stade gabésien
- Océano Club de Kerkennah - Jeunesse sportive kairouanaise : 1 - 3
- Patriote de Sousse - La Palme sportive de Tozeur : Forfait
- Football Club de Jérissa bat Croissant sportif de Redeyef
- Union sportive maghrébine - Stade soussien : 3 - 1
- Club medjezien - Mouldiet Manouba : 2 - 1
- Association sportive de Ghardimaou - Étoile sportive de Tajerouine : 9 - 1
- El Ahly Mateur bat Aigle sportif de Téboulba
- Stade africain de Menzel Bourguiba - El Makarem de Mahdia : 3 - 1

### Seizièmes de finale
30 équipes participent à ce tour, les 17 qualifiés du tour précédent et treize clubs de la division nationale.
| Date             | Équipe 1                           | Équipe 2                           | Score 90'                            |
| ---------------- | ---------------------------------- | ---------------------------------- | ------------------------------------ |
| 21 décembre 1969 | Union sportive tunisienne          | Union sportive monastirienne       | 0 - 0 (UST qualifiée aux corners)    |
| 21 décembre 1969 | Jendouba Sports                    | Club athlétique bizertin           | 2 - 2 (CAB qualifié aux corners)     |
| 21 décembre 1969 | Stade nabeulien                    | Avenir populaire de Soliman        | 1 - 0                                |
| 21 décembre 1969 | Espoir sportif de Hammam Sousse    | Club medjezien                     | 3 - 2                                |
| 21 décembre 1969 | Club sportif des cheminots         | Football Club de Jérissa           | 1 - 2                                |
| 21 décembre 1969 | Stade tunisien                     | El Ahly Mateur                     | 6 - 0                                |
| 2 janvier 1970   | Club sportif sfaxien               | Olympique de Béja                  | 3 - 1                                |
| 21 décembre 1969 | Club africain                      | -                                  | Qualifié d’office                    |
| 21 décembre 1969 | Avenir sportif de La Marsa         | Étoile sportive du Sahel           | 3 - 2                                |
| 20 décembre 1969 | Espérance sportive de Tunis        | Sfax railway sport                 | 5 - 2                                |
| 2 janvier 1970   | Stade africain de Menzel Bourguiba | Patriote de Sousse                 | 1 - 0 (a. p.)                        |
| 21 décembre 1969 | Jeunesse sportive kairouanaise     | Association sportive de Ghardimaou | 7 - 4                                |
| 21 décembre 1969 | Étoile sportive de Métlaoui        | STIR sportive de Bizerte           | 2 - 1                                |
| 21 décembre 1969 | Union sportive maghrébine          | Association sportive de l'Ariana   | 3 - 2                                |
| 21 décembre 1969 | Stade sportif sfaxien              | Club sportif de Hammam Lif         | 0 - 0 (qualifié aux corners : 2 - 1) |
| 21 décembre 1969 | Olympique du Kef                   | Club olympique des transports      | 0 - 3                                |

### Huitièmes de finale
| Date            | Équipe 1                           | Équipe 2                           | Score 90'                        |
| --------------- | ---------------------------------- | ---------------------------------- | -------------------------------- |
| 25 janvier 1970 | Stade sportif sfaxien              | Stade tunisien                     | 2 - 1                            |
| 25 janvier 1970 | Club sportif sfaxien               | Union sportive maghrébine          | 2 - 1                            |
| 25 janvier 1970 | Espérance sportive de Tunis        | Club africain                      | 1 - 1                            |
| 30 janvier 1970 | Club africain                      | Espérance sportive de Tunis        | 2 - 1                            |
| 25 janvier 1970 | Football Club de Jérissa           | Union sportive tunisienne          | 0 - 2                            |
| 25 janvier 1970 | Club athlétique bizertin           | Étoile sportive de Métlaoui        | 0 - 0                            |
| 30 janvier 1970 | Étoile sportive de Métlaoui        | Club athlétique bizertin           | 1 - 1 (CAB qualifié aux corners) |
| 25 janvier 1970 | Stade africain de Menzel Bourguiba | Avenir sportif de La Marsa         | 2 - 2                            |
| 30 janvier 1970 | Avenir sportif de La Marsa         | Stade africain de Menzel Bourguiba | 5 - 2                            |
| 25 janvier 1970 | Jeunesse sportive kairouanaise     | Espoir sportif de Hammam Sousse    | 2 - 1                            |
| 25 janvier 1970 | Club olympique des transports      | Stade nabeulien                    | 3 - 1                            |

### Quarts de finale
| Date          | Équipe 1                   | Équipe 2                       | Score 90' |
| ------------- | -------------------------- | ------------------------------ | --------- |
| 1er mars 1970 | Club sportif sfaxien       | Club athlétique bizertin       | 2 - 1     |
| 1er mars 1970 | Avenir sportif de La Marsa | Stade sportif sfaxien          | 1 - 0     |
| 1er mars 1970 | Club africain              | Club olympique des transports  | 2 - 0     |
| 1er mars 1970 | Union sportive tunisienne  | Jeunesse sportive kairouanaise | 0 - 1     |

### Demi-finales
| Date       | Équipe 1                       | Équipe 2                   | Score 90' |
| ---------- | ------------------------------ | -------------------------- | --------- |
| 4 mai 1970 | Club africain                  | Club sportif sfaxien       | 1 - 1     |
| 9 mai 1970 | Club sportif sfaxien           | Club africain              | 0 - 1     |
| 4 mai 1970 | Jeunesse sportive kairouanaise | Avenir sportif de La Marsa | 0 - 2     |

### Finale
| Date         | Équipe 1      | Équipe 2                   | Score 90' | Score 120' | Corners |
| ------------ | ------------- | -------------------------- | --------- | ---------- | ------- |
| 7 juin 1970  | Club africain | Avenir sportif de La Marsa | 0 - 0     | 0 - 0      | -       |
| 20 juin 1970 | Club africain | Avenir sportif de La Marsa | 0 - 0     | 0 - 0      | 5 - 3   |

La finale est arbitrée par Hédi Attig, secondé par Chedly Ben Jerid et Ahmed Bentini.
- Formation du Club africain (entraîneur : André Nagy) : Sadok Sassi (Attouga), Ahmed Zitouni, Taoufik Klibi, Hamza Mrad, Jalloul Chaoua, Ali Retima, Ahmed Bouajila, Abderrahmane Rahmouni, Tahar Chaïbi, Moncef Khouini et Salah Chaoua[1]
- Formation de l'Avenir sportif de La Marsa (entraîneur : Taoufik Ben Othman) : Ferjani Derouiche, Béchir Ben Tili, Slaheddine Berrouba, Baccar Ben Miled, Ali Selmi, Mohamed Habib Bouaziz, Tahar Gabsi Anniba, Slaheddine Kricha, Mouldi Brndadi, Abdesselem Chemam et Mouldi Mezghouni (1er match) et Hamadi Bougatfa (2e match)[2]

## Meilleurs buteurs
Abdesselem Chemam (Avenir sportif de La Marsa) est le meilleur buteur de l’édition avec six buts, suivi de Mongi Dalhoum (CSS) avec cinq buts.